# Romuald Markowski
Romuald Markowski (Vilnius, 29 gennaio 1922 – Danzica, 30 maggio 2006) è stato un cestista, pallavolista e allenatore di pallacanestro polacco.

## Carriera
Ha disputato i Campionati europei del 1947 con la Polonia.